# 2 (The Black Heart Procession)
2 è il secondo album dei The Black Heart Procession, uscito per la Touch & Go il 18 maggio 1999. Il disco è valutato dalla critica di settore tra i migliori usciti nel decennio

## Tracce
1. The Waiter No. 2 – 4:00
2. Blue Tears – 4:55
3. A Light So Dim – 7:53
4. Your Church Is Red – 4:13
5. When We Reach the Hill – 3:44
6. Outside the Glass – 2:41
7. Gently Off the Edge – 5:52
8. It's a Crime I Never Told You About the Diamonds in Your Eyes – 3:29
9. My Heart Might Stop – 3:51
10. Beneath the Ground – 3:14
11. The Waiter No. 3 – 7:21

## Formazione
- Pall Jenkins: voce, chitarra
- Tobias Nathaniel: piano
- Mario Rubalcaba: batteria